# Frank Riethmann
Frank Riethmann (1975. december 9. –) német labdarúgó-középpályás.